# Endra Ha-Tiff
Bản mẫu:Infobox sailor Endra Ha-Tiff (sinh ngày 28 tháng 7 năm 1976) là một người lướt gió trước đây của Seychelles.
Endra thi đấu ở nội dung nữ tại Thế vận hội Mùa hè 2000. Sự kiện này bao gồm mười một cuộc đua và cô đã hoàn thành tổng thể ở vị trí cuối cùng 